# Anders Zorn
Anders Leonard Zorn (ur. 18 lutego 1860 w Mora, zm. 22 sierpnia 1920, Mora) – szwedzki malarz i grafik. Był synem Grudd Anny Andersdotter i niemieckiego piwowara Leonharda Zorna. Dorastał na farmie dziadków w Mora w regionie Dalarna. Studiował malarstwo w Sztokholmie. Znany głównie z impresjonistycznych portretów i aktów. Malował także pejzaże. Sportretował m.in. prezydenta USA Grovera Clevelanda oraz króla Szwecji Gustawa V. Jest jednym z najbardziej znanych szwedzkich malarzy. 